# Leo Christoph
Leo Christoph (* 6. Februar 1901 in Buchau bei Neurode, Landkreis Neurode, Provinz Schlesien; † 3. Januar 1985 in Reinbek) war ein deutscher römisch-katholischer Geistlicher. Ab 1939 war er Pfarrer des Krankenstifts Glatz-Scheibe, daneben von 1942 bis 1945 Caritasdirektor der Grafschaft Glatz und ab 1952 Caritasdirektor des Bistums Osnabrück. Von 1962 bis 1977 war er Großdechant und Kanonischer Visitator der bis 1972 zum Erzbistum Prag gehörenden Grafschaft Glatz.

## Leben
Leo Christoph war der Sohn eines Lehrers. Nach dem Besuch des Glatzer katholischen Gymnasiums studierte er Katholische Theologie an der Universität Breslau. Am 14. Februar 1926 wurde er vom Breslauer Erzbischof Adolf Bertram für das Erzbistum Prag zum Priester geweiht. Danach wirkte er als Kaplan von Ludwigsdorf und ab 1928 als Kaplan von Habelschwerdt. 1931 berief ihn der damalige Großdechant Franz Dittert zu seinem Sekretär für das Generalvikariat nach Mittelwalde. Als Franz Dittert am 25. November 1936 von der Gestapo im Rahmen einer groß angelegten Aktion gegen die Katholische Kirche in der Grafschaft Glatz beschuldigt wurde, über sein Mittelwalder Generalvikariatsamt regimekritische Berichte verbreitet zu haben, sollte er verhaftet werden. Durch einen zufällig anwesenden Hausarzt, der auf den geschwächten Gesundheitszustand des 78-jährigen hinwies, konnte die Verhaftung Ditterts verhindert werden. Allerdings wurden statt seiner der Vikariatssekretär Kaplan Leo Christoph, der Pfarrer Georg Charfreitag von Neuwaltersdorf und der dortige Amtsvorsteher Carl Taube sowie der Pfarrer Petrus Tautz von Konradswalde verhaftet. Ohne dass ein Verfahren eingeleitet worden wäre, wurden am 27. November 1935 die drei Erstgenannten vom Breslauer Polizeigefängnis in das Berliner KZ Columbia überstellt. Der ebenfalls inhaftierte Pfarrer Tautz durfte damals nach Konradswalde zurückkehren. Leo Christoph, Georg Charfreitag und Carl Taube wurden erst am 6. März 1936 ohne Begründung aus dem KZ Columbia entlassen.
Nach dem Tod des Großdechanten Franz Dittert wurde Leo Christoph von dessen Nachfolger Franz Monse zu seinem Generalvikariatssekretär in Glatz berufen. Zugleich war er ab 1939 Pfarrer des Stifts in Glatz-Scheibe und ab 1942 Caritasdirektor der Grafschaft Glatz. Als nach dem Zweiten Weltkrieg 1945 und dem nachfolgenden Übergang Schlesiens an Polen sein Leben in Glatz gefährdet war und um einer Verhaftung durch die ortsansässige Miliz zuvorzukommen, floh Leo Christoph noch vor der Vertreibung der deutschen Bevölkerung am 24. Februar 1946 über Prag nach Osnabrück. 1946 ernannte ihn der Osnabrücker Bischof Hermann Wilhelm Berning zum Pfarrvertreter und Kaplan in Aurich. 1952 übertrug er ihm das Amt des Osnabrücker Diözesancaritasdirektors. 1956 wurde er Kurator der Kongregation der Schwestern von der hl. Elisabeth in Hamburg-Reinbek.
Nach dem Tod des Großdechanten Franz Monse 1962 wurde Leo Christoph von der Deutschen Bischofskonferenz zum Kanonischen Visitator für Priester und Gläubige aus der Grafschaft Glatz, unter Beibehaltung des Titels Großdechant, ernannt. 1963 führte er die jährliche Wallfahrt der Glatzer Vertriebenen nach Telgte ein. Nach 15-jähriger Tätigkeit gab er das Amt des Großdechanten 1977 auf. Sein Nachfolger wurde Prälat Paul Sommer.

## Herausgeberschaften
- Personalschematismus der katholischen Klerus der Grafschaft Glatz, Hoheneck-Verlag, Hamm 1967
- Sie gehören zu uns. Von Glatzer Heimatpriestern. Selbstverlag, Reinbek 1969